# Jean de Habsbourg-Toscane
Jean-Népomucène de Habsbourg-Toscane (en italien : Giovanni Nepomuceno d'Asburgo-Lorena), né le 25 novembre 1852 à Florence et présumé mort en mer en 1890, est un prince de Toscane et archiduc d'Autriche également connu sous le nom de Jean Orth.
Un étrange mystère plane sur l'archiduc Jean de Habsbourg-Toscane, sur sa tentative de coup d'État fomentée avec l'aide de son cousin l'archiduc Rodolphe de Habsbourg-Lorraine, mais aussi sur son étrange disparition en mer en 1890 au large du cap Horn.

## Famille
Il est le fils de Léopold II de Toscane et de Marie-Antoinette de Bourbon-Siciles.

## La supposée tentative de coup d'État de 1889
Avec la complicité de l'archiduc Rodolphe, fils de l'empereur, Jean de Habsbourg-Toscane aurait fomenté un complot contre l'empereur François-Joseph ; cette conspiration supposée s'apparentait donc à un crime de haute-trahison.
Le royaume de Hongrie correspondait parfaitement aux rêves des deux archiducs. L'archiduc Jean-Népomucène hériterait du trône de Hongrie, tandis que son cousin l'archiduc Rodolphe hériterait du trône impérial d'Autriche. Pour y parvenir, les deux cousins ourdirent un complot destiné à provoquer des émeutes en Hongrie pour déstabiliser le trône magyar, ce qui permettrait aux deux archiducs d'accéder aux trônes que chacun d'entre eux convoitait. Ils utilisèrent pour cela l'imprimerie d'un hongrois nommé Szeps. Mais le 30 janvier 1889, l'archiduc Rodolphe trouva la mort dans le pavillon de chasse de Mayerling.
Pendant de longs mois, l'archiduc Jean chercha à élucider les circonstances de la mort tragique de son cousin. Rodolphe avait-il vraiment mis fin à ses jours ? Ou bien la police de François-Joseph avait-elle découvert le complot ourdi par les deux cousins, ce qui aurait poussé Rodolphe au suicide ? Ou alors, la fin tragique de Rodolphe et de Marie Vetsera n'était qu'un subterfuge visant à cacher la réalité, celle de l'assassinat d'un fils héritier de la couronne impériale d'Autriche coupable de conspiration contre son père l'empereur François-Joseph ?

## Rupture avec la famille impériale
L'archiduc adressa un courrier à l'empereur d'Autriche pour l'informer de son désir de renoncer à ses titres, à son rang et à ses privilèges. Il serait dorénavant un simple citoyen autrichien, avec pour nouveau nom Jean Orth, mais le vieil empereur souffrait beaucoup de la fin tragique de son unique fils. Il n'eut envers Jean de Habsbourg-Toscane aucune pitié, car il le jugeait en partie responsable de la mort de son fils l'archiduc Rodolphe.
La réponse du vieil empereur à la lettre de l'archiduc Jean fut sans appel. Il décréta le retrait de la nationalité autrichienne à l'archiduc, et lui interdit de résider à l'intérieur des frontières de l'empire austro-hongrois.
Selon certaines sources fiables, une dernière et violente dispute aurait opposé l'empereur à l'archiduc. Leurs échanges verbaux furent d'une extrême violence, mais ils restèrent secrets ; rien ne filtra, malgré les éclats de voix des deux hommes, à travers les murs du palais de la Hofburg.
Avant de quitter l'Autriche, Jean de Habsbourg-Toscane récupéra un coffret en fer confié à la comtesse Marie von Wallersee-Larisch par l'archiduc Rodophe à la veille de sa mort.

## Voyages de Jean Orth
L'archiduc Jean quitta l'Autriche-Hongrie pour se rendre en Grande-Bretagne, où l'attendait un navire, le Santa-Margherita, goélette acquise par un citoyen autrichien, un certain Jean Orth. L'ex-archiduc embarqua à bord de son navire avec Ludmilla Stubel dite « Milli », qu'il venait d'épouser à Londres. Le 26 mars 1890, le brick-goélette leva l'ancre à Portsmouth, traversa l'océan Atlantique et fit escale à Buenos Aires, où Jean Orth adressa à un de ses amis journaliste, un certain Paul Heinrich, un courrier dans lequel il lui exposait ses projets qui consistaient à découvrir la Patagonie, la Terre de Feu et les environs du cap Horn. En juillet 1890, le Santa-Margherita reprit la mer et se dirigea vers le sud. Ce fut la dernière fois que l'on vit le navire avec à son bord Jean Orth, son épouse, les hommes d'équipage, le commandant et quelques passagers.

### Disparition mystérieuse
On ne retrouva jamais le navire au cours des recherches ordonnées par François-Joseph, ni même ses débris, au cas où la goélette aurait fait naufrage. Le Santa-Margherita avait disparu comme par enchantement. Les recherches prirent fin, et l'ex-archiduc fut déclaré disparu. Mais, chose étrange, sa mère, l'archiduchesse Marie-Antoinette ne porta pas le deuil, malgré tout l'amour maternel qu'elle portait à son fils. Jusqu'à sa mort survenue en 1898, celle-ci refusait toujours de porter le deuil. Aussi étrange, les proches des marins du Santa-Margherita ne réclamèrent aucune aide, aucun secours. Des affaires d'assurances pour le moins bizarres laissèrent penser que Jean Orth était toujours en vie, que son navire aurait touché terre à La Plata en décembre 1890.
D'étranges apparitions alimentèrent aussi le mystère de la disparition de Jean Orth. Un témoignage plus plausible est celui du comte Jean de Liniers. Ce voyageur français aurait déclaré avoir rencontré au pied du volcan Fitz-Roy un certain Fred Otten, berger partageant son ranch qu'il avait baptisé Canadon Largo avec un Anglais et un Allemand. Cet étrange ranchero lui aurait avoué être Jean Orth, il lui avoua également sa séparation avec son épouse dès l'embarquement en Angleterre. Qu'est devenue Ludmilla Stubel ? Pourquoi a-t-elle laissé subsister le mystère autour de sa personne ?
Deux ans s'écoulèrent entre la rencontre du comte français et du ranchero. De retour en Patagonie, Jean de Liniers ne découvrit qu'une tombe anonyme au pied du volcan. L'énigme de l'identité de Frédéric Otten demeure irrésolue.

## Sources
- La disparition de Jean-Salvator de Toscane de Alain Decaux
- Les grands mystères du passé de Alain Decaux, Alain Decaux raconte, Éditions Perrin.
- Jean Orth par Garzon, Eugenio Trad. Charles Barbier, un volume.
- L'archiduc Jean-Salvator (Jean Orth) par A. de Faucigny-Lucinge, Émile-Paul, 1911.